# Essa Mohammed Al-Zankawi
Essa Mohammed Al-Zankawi (ur. 17 października 1992) – kuwejcki lekkoatleta, dyskobol.
Bez awansu do finału startował na mistrzostwach świata kadetów (2009) i juniorów (2010). W 2011 zdobył srebrny medal panarabskiego czempionatu w Al-Ajn. Wicemistrz czempionatu Rady Współpracy Zatoki Perskiej (2013). W 2015 zdobył złoto mistrzostw panarabskich oraz sięgnął po srebro mistrzostw Azji w Wuhanie. Bez awansu do finału startował na mistrzostwach świata w Pekinie (2015).
Stawał na najwyższym stopniu podium mistrzostw Kuwejtu.
Rekord życiowy w rzucie dyskiem: 63,22 (27 kwietnia 2015, Manama) – rekord Kuwejtu.

## Osiągnięcia
| Rok  | Impreza                                     | Miejsce    | Lokata            | Wynik |
| ---- | ------------------------------------------- | ---------- | ----------------- | ----- |
| 2009 | Mistrzostwa świata juniorów młodszych       | Bressanone | el. – 21. miejsce | 52,11 |
| 2009 | Gimnazjada                                  | Doha       | 2. miejsce        | 56,38 |
| 2010 | Mistrzostwa Azji juniorów                   | Hanoi      | 4. miejsce        | 52,00 |
| 2010 | Mistrzostwa świata juniorów                 | Moncton    | el. – 17. miejsce | 54,90 |
| 2010 | Igrzyska azjatyckie                         | Kanton     | 8. miejsce        | 54,19 |
| 2011 | Mistrzostwa panarabskie                     | Al-Ajn     | 2. miejsce        | 54,96 |
| 2013 | Mistrzostwa Rady Współpracy Zatoki Perskiej | Doha       | 2. miejsce        | 57,88 |
| 2013 | Mistrzostwa panarabskie                     | Doha       | 5. miejsce        | 59,13 |
| 2013 | Mistrzostwa Azji                            | Pune       | 8. miejsce        | 56,96 |
| 2013 | Igrzyska solidarności islamskiej            | Palembang  | 8. miejsce        | 54,80 |
| 2014 | Igrzyska azjatyckie                         | Incheon    | 9. miejsce        | 56,57 |
| 2015 | Mistrzostwa panarabskie                     | Manama     | 1. miejsce        | 63,22 |
| 2015 | Mistrzostwa Azji                            | Wuhan      | 2. miejsce        | 61,57 |
| 2015 | Mistrzostwa świata                          | Pekin      | el. – 27. miejsce | 58,68 |